# Saint-Laurent (Montreal)
Saint-Laurent es uno de los mayores distritos de la ciudad de Montreal. Su población en 2001 era de 77 391 habitantes.
Anteriormente, Saint-Laurent era una ciudad independiente, pero en 2002 pasó a ser un distrito de Montreal.
Está dividido en dos barrios, Norman-McLaren y Côte-de-Liesse.

## Historia
La historia de Saint-Laurent comienza a mediados del siglo XVII con la limpieza de tierras otorgada por Maisonneuve, el primer gobernador de Montreal, luego por los sulpicianos, señores de la isla de Montreal, a Jean Descaries. Sus tres hijos fueron los primeros colonos en asentarse en las tierras de la Côte Saint-Laurent en 1687. Después de que se firmó la paz con los iroqueses en 1701, otros 19 colonos se unieron a ellos en las tierras que les concedieron los sulpicianos y construyeron una capilla. año siguiente.

## Administración local
El distrito de Saint-Laurent está representado por 5 consejeros en el consejo de la Ciudad de Montreal. El consejo de distrito asume los poderes de alcance local en áreas tales como el urbanismo, el desarrollo social y comunitario, el ocio, las vías públicas, etc.
El alcalde del distrito es Alan Desousa.